# Aaron Solts
Aaron Alexandrovitch Solts (russe : Аарон Александрович Сольц), né le 10 mars 1872 à Soleniki, dans l'Empire russe, actuellement Šalčininkai (Lituanie), mort le 30 avril 1945 à Moscou, est un homme politique et un avocat bolchevik et soviétique. Il était considéré, à titre officieux, comme la « conscience du Parti »,,. Alors qu'il est partiellement responsable de la répression du régime soviétique, il est l'un des rares fidèles de Staline à avoir ouvertement critiqué les Grandes Purges ; il meurt dans un hôpital psychiatrique, après avoir subi pendant sept ans un traitement forcé.

## Biographie
Solts naît dans une famille de marchands juifs de Lituanie et étudie à l'école de droit de l'Université d'État de Saint-Pétersbourg, où il s'implique dans l'engagement révolutionnaire. Membre du Parti ouvrier social-démocrate de Russie à partir de 1898, il participe à l'organisation de l'impression et de la diffusion clandestines de littérature illégale. En 1901, alors qu'il distribue Iskra, journal illégal de Lénine, il est arrêté et exilé. Acteur de la Révolution russe de 1905, il est de nouveau arrêté et exilé. Quand il est exilé à Touroukhansk, il partage la maison et probablement le lit de Joseph Staline.
En 1917, Solts est membre du comité de Moscou du Parti bolchevique, rédacteur du Social Democrat et de la Pravda. En 1918, il fait partie des « communistes de gauche », qui veulent exporter la révolution en Allemagne. En 1920, il entre au Commission centrale de Contrôle du parti bolchevique. En 1920 et en 1934, il est délégué aux IXe et XVIIe congrès du Parti. En 1921, il est juge de la Cour suprême de Russie soviétique puis, en 1923, d'Union soviétique. De 1920 à 1934, il est membre du Comité central de la commission de contrôle du Praesidium de la Commission de contrôle du Parti communiste et du Comité de contrôle international du Komintern. À partir de 1935, il est procureur général adjoint d'URSS, puis le président du Collège juridique de la Cour suprême d'Union soviétique (председатель юридической коллегии Верховного Суда).
En octobre 1937, pendant les Grandes Purges, il fait un discours durant la conférence des activistes du Parti (Partactiv) de la région de Sverdlovsk dans lequel il demande qu'une commission soit créée pour enquêter sur le Procureur général d'URSS Andreï Vychinski et la légalité des purges, ce qui lui vaut d'être expulsé de la tribune où il s'exprime. En février 1938, il est suspendu de ses fonctions au bureau du procureur. Il demande à rencontrer Staline, mais celui-ci refuse de le recevoir. Il entame alors une grève de la faim, ce qui lui vaut d'être hospitalisé, contre sa volonté, pour deux mois dans une clinique psychiatrique de Moscou. Durant la guerre, il fait partie des anciens bolcheviks évacués vers Tachkent. Il meurt en 1945, après sept ans de traitement psychiatrique forcé. L'urne avec ses cendres est inhumée au cimetière Donskoï.